# بيتي جان روبنسون
بيتي جان روبنسون (بالإنجليزية: Betty Jean Robinson)‏ هي مغنية مؤلفة أمريكية، ولدت في 17 يونيو 1933.